# Serpent (zespół muzyczny)
Serpent – szwedzka grupa muzyczna założona w 1993 r. przez byłych członków Theriona i Entombed. Po wydaniu dwóch albumów w latach 1996–1997 zespół rozpadł się z powodu trudności w pogodzeniu życia rodzinnego z grą w zespole. W roku 2007 holenderska wytwórnia Vic Records wydała płytę z ich nagraniami, jednakże materiał nagrany przez zespół już pod koniec lat 90. Płyta ta wcześniej nie znalazła wydawcy ze względu na to, że była "zbyt wolna i zbyt osadzona w swoim nurcie muzycznym".

## Dyskografia
- In the Garden of Serpent (1996, Radiation Records)[3]
- Autumn Ride (1997, Heathendoom Music)[4]
- Trinity (2007, Vic Records)[5]